# Salvia sonomensis
Salvia sonomensis är en kransblommig växtart som beskrevs av Edward Lee Greene. Salvia sonomensis ingår i släktet salvior, och familjen kransblommiga växter. Inga underarter finns listade i Catalogue of Life.

## Bildgalleri

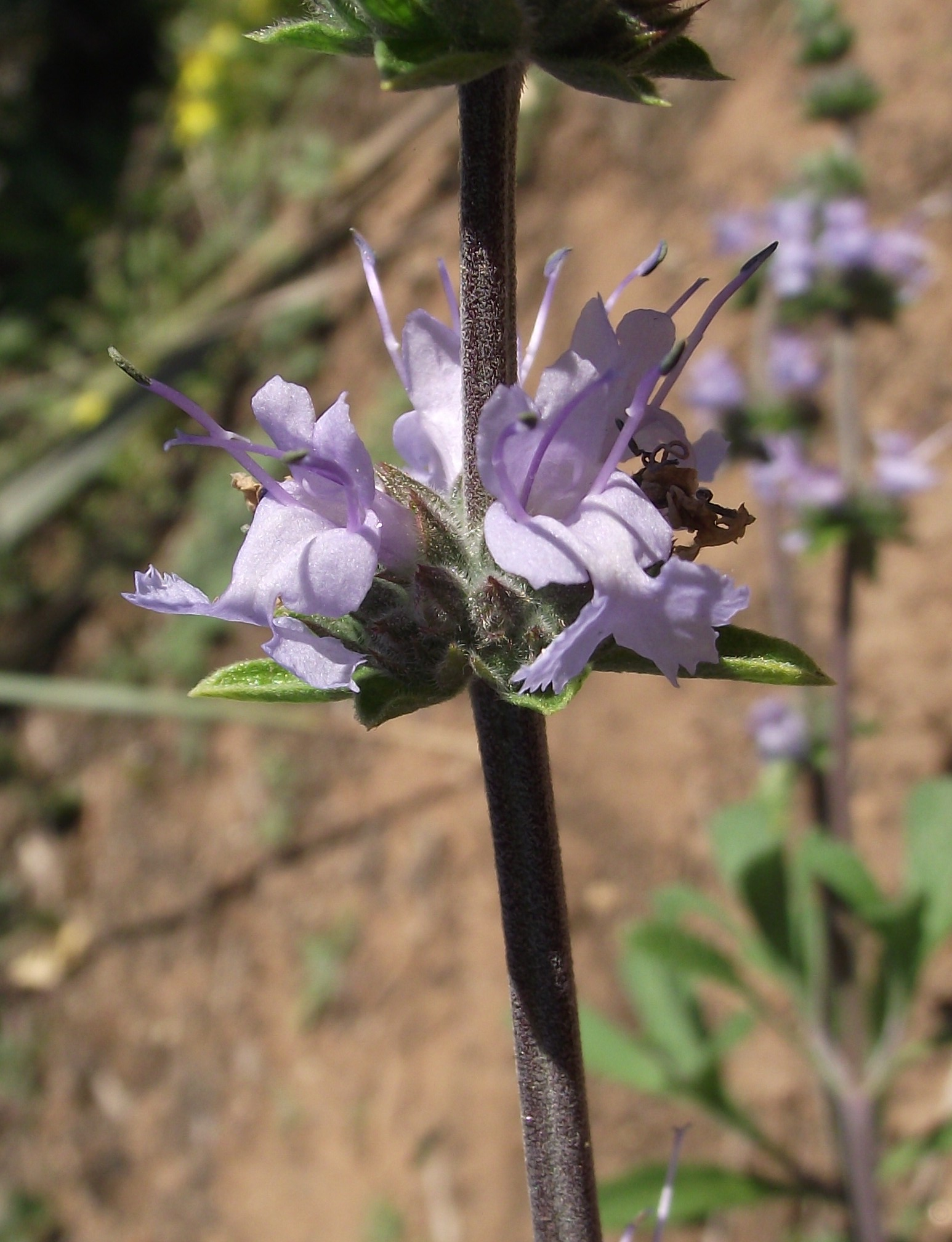
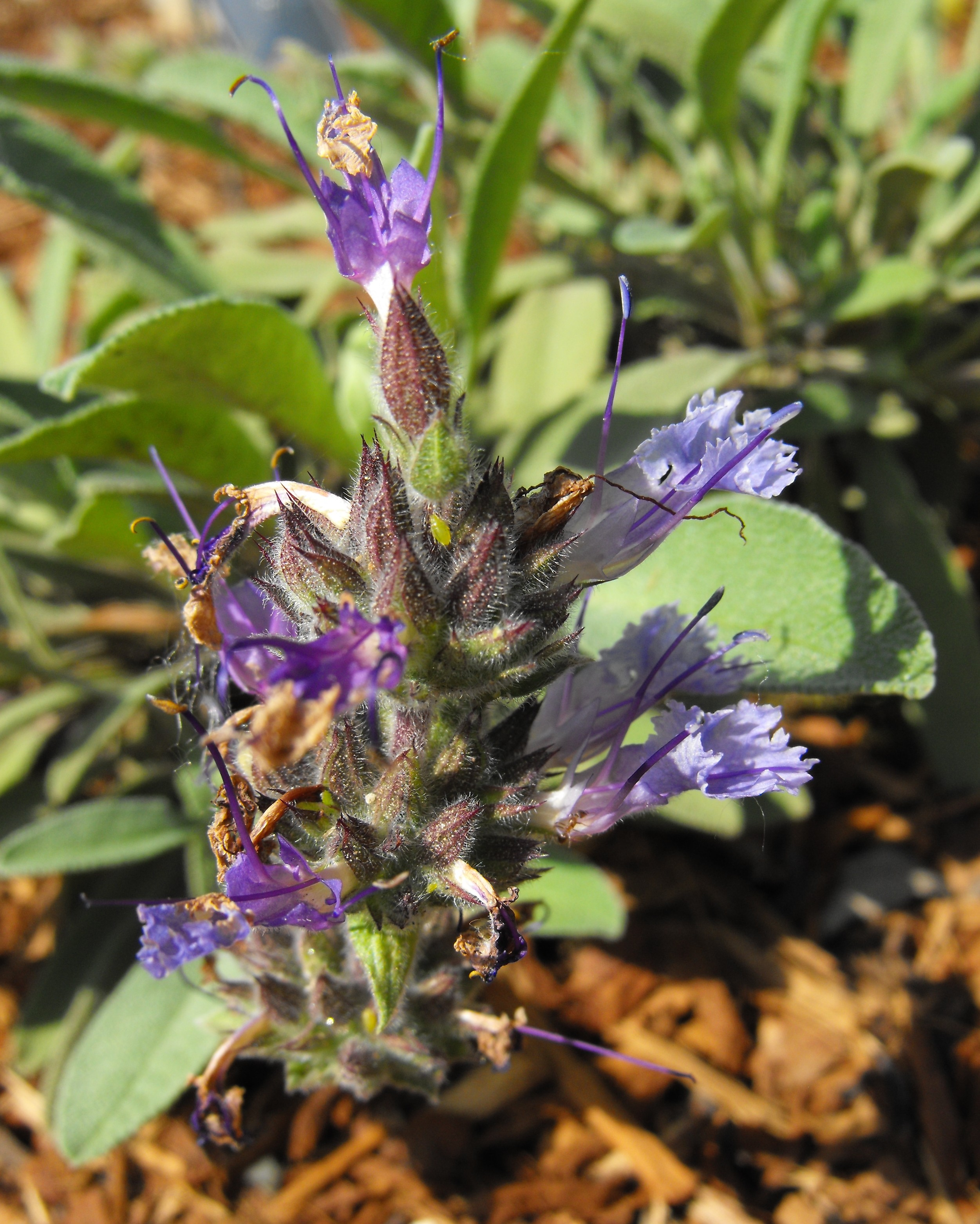